# Phidippus aeneidens
Phidippus aeneidens är en spindelart som beskrevs av Władysław Taczanowski 1878. Phidippus aeneidens ingår i släktet Phidippus och familjen hoppspindlar. Inga underarter finns listade i Catalogue of Life.